# Kepel
De kepel (Stelechocarpus burahol) is een plant uit de familie Annonaceae.
Het is een groenblijvende, tot 25 m hoge boom met een krachtige, tot 40 cm brede, wrattige stam. De bladstelen zijn tot 1,5 cm lang. De afwisselend geplaatste bladeren zijn ei-lancetvormig of langwerpig-ovaal, gaafrandig, toegespitst, kaal, glanzend, donkergroen, dun, leerachtig en 12-30 × 5-10 cm groot. De bloemen zijn eenslachtig, groenig-wit of roodachtig en kortgesteeld. De tot 3 cm brede, vrouwelijke bloemen staan in groepen van een tot zestien bijeen aan de knopen van het onderste gedeelte van de stam (cauliflorie). De tot 1 cm brede, mannelijke bloemen groeien bovenaan de stam en aan de oudere takken in groepen van acht tot zestien.
Volgroeide bomen kunnen per jaar meer dan duizend vruchten dragen. De vruchten groeien aan het onderste gedeelte van de stam. De stelen zijn tot 8 cm lang. De vruchten zijn ronde of breed-eivormige, tot 6 × 4,5 cm grote bessen. Ze hebben een zwakke lengtenaad en zijn in een korte hals versmald. De schil is circa 1mm dik, bruin, leerachtig en ruw. Het vruchtvlees is rijp feloranje of bruin, sappig, ruikt naar viooltjes en is aromatisch zoetig van smaak. Het omsluit vier tot zes ovale, afgeplatte, circa 3 × 1,5 cm grote, bruine zaden die ongeordend in het vruchtvlees liggen.
De kepel is endemisch op Java, waar hij voorkomt in tropisch laagland tot hoogtes van 600 m en gekweekt wordt in de tuinen van het Kraton-paleis. Hij wordt ook op sommige plekken in Zuidoost-Azië, Noord-Australië (Queensland), Midden-Amerika en Florida gekweekt.

## Toepassingen
De kepel kan als handfruit worden gegeten. Als vruchtgewas heeft de kepel slechts regionale betekenis. Op Java worden de vruchten regelmatig op de markt aangeboden. De vruchten zijn werkzaam bij nierinfecties en veroorzaken tijdelijke onvruchtbaarheid bij vrouwen. De vrucht wordt traditioneel als parfum en als voorbehoedsmiddel gebruikt. De boom wordt ook vaak als sierplant aangeplant en het duurzame hout wordt in de huizenbouw gebruikt.
Op Java was het traditioneel aan de sultansfamilie van Jogjakarta voorbehouden om de vruchten als fruit, cosmeticum en voorbehoedsmiddel te gebruiken. Heden ten dage geldt de kepel op Midden-Java nog steeds als een adellijke vrucht .